# Phytoliriomyza polita
Phytoliriomyza polita är en tvåvingeart som beskrevs av Spencer 1977. Phytoliriomyza polita ingår i släktet Phytoliriomyza och familjen minerarflugor. Inga underarter finns listade i Catalogue of Life.